# 上阿根塔勒
上阿根塔勒（法語：Hagenthal-le-Haut，法語發音：[agəntal lə o] ⓘ）是法国上莱茵省的一个市镇，与下阿根塔勒相邻，属于米卢斯区。

## 地理
上阿根塔勒（47°31'10"N, 7°28'4"E）面积4.92 平方千米，位于法国大東部大區上莱茵省，该省份为法国东部内陆省份，是阿尔萨斯的一部分，今与下莱茵省组成了阿尔萨斯欧洲集体，其北临下莱茵省，西接孚日省，西南接贝尔福地区省，东侧沿莱茵河与德国相望，南与瑞士接壤。
与上阿根塔勒接壤的市镇（或旧市镇、城区）包括：福尔根斯堡、下阿根塔勒、莱门、贝特拉克、利本斯维莱尔。
上阿根塔勒的时区为UTC+01:00、UTC+02:00（夏令时）。

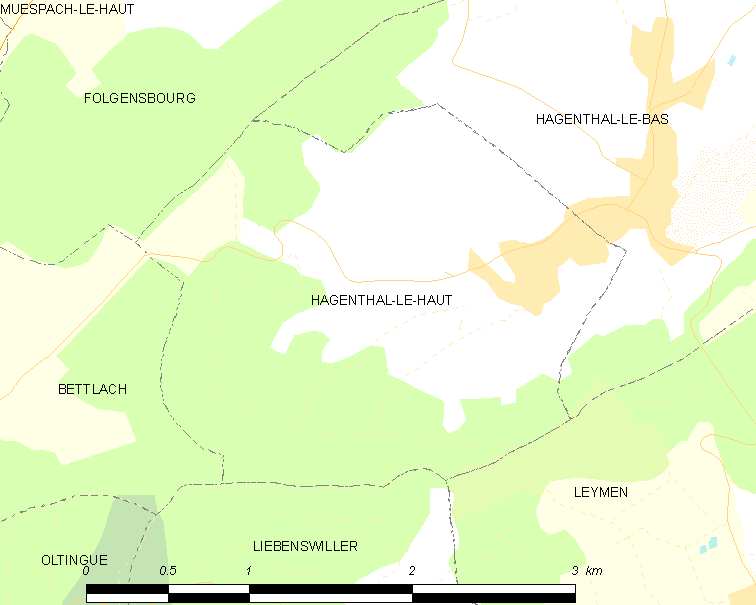
上阿根塔勒的OSM定位图

## 行政
上阿根塔勒的邮政编码为68220，INSEE市镇编码为68121。

## 政治
上阿根塔勒所属的省级选区为圣路易县。

## 人口

1962-2008年间上阿根塔勒人口变化图示

上阿根塔勒于2022年1月1日时的人口数量为745人。